# Dutch Open 1959
Die Dutch Open 1959 im Badminton fanden vom 14. bis zum 15. Februar 1959 im Krelagehuis in Haarlem statt.

## Finalergebnisse
| Disziplin    | Sieger                          | Finalist                       | Ergebnis          |
| ------------ | ------------------------------- | ------------------------------ | ----------------- |
| Herreneinzel | Knud Aage Nielsen               | Ferry Sonneville               | 18-13, 15-9       |
| Dameneinzel  | Karin Rasmussen                 | Inger Kjærgaard                | 11-7, 11-5        |
| Herrendoppel | Bengt Albertsen Ole Mertz       | Hugh Findlay John Timperley    | 15-7, 0-15, 15-12 |
| Damendoppel  | Lis Hagen Olsen Annette Schmidt | Inger Kjærgaard Bar            | 15-2, 15-1        |
| Mixed        | Ole Mertz Inger Kjærgaard       | Arne Rasmussen Karin Rasmussen | 15-11, 6-15, 15-5 |